# オイレウス
オイレウス（古希: Ὀιλεύς, Oileus）、あるいはオイーレウス（古希: Ὀϊλεύς, Oïleus）は、ギリシア神話の人物で、ロクリス地方の王である。ホドイドコスとペルセオーンの娘アグリアノメー、あるいはラーオノメーとの子で、妻エリオーピスとの間に小アイアースを、妾のレーネーとの間にメドーンをもうけた。
オイレウスはアルゴナウタイの1人で、城塞への攻撃と、敵の追撃に長けていた。アルゴー船の冒険では、アレースの島に住む怪鳥が空から落とした鋭い羽根に傷つけられたことが述べられている。
子供のうちメドーンはオイレウスの妻エリオーピスの兄弟を殺してしまったためにロクリスを去り、テッサリアー地方のピュラケーに住んだ。その後、小アイアースとメドーンはともにトロイア戦争にギリシア軍の武将として参加した。